# Výbiti
Výbiti (en ruso: Выбити) es un pueblo situado cerca de Soltsy, Región de Nóvgorod,  Rusia.
Cruzado por el río Kalóshka (afluente derecho del río Shelón), está a pocos kilómetros del centro administrativo: Soltsy.

## Etimología
Según una leyenda local, el nombre del pueblo proviene del verbo "batir" (rus. выбивать) porque aquí en la Edad Media batieron a los caballeros de la Orden Teutónica. Los más cercanos pueblos - Úpolzi, Úgosha (que ahora forma parte de Výbiti) y Kuk, obtenieron sus nombres del mismo modo: Úpolzi proviene del verbo ruso "уползать" que significa "alejarse arrastrando", Úgosha lo obtuvo del verbo "угощать" que significa "convidar", y Kuk del verbo "куковать" que podría traducirse por "llorarse", o sea en Úgosha a los teutónicos los convidaban, en Výbiti los batían, en Úpolzi ellos se marchaban arrastrando, y en Kuk lloraban. Hay otra versión sobre el origen de estos nombres. Cuando los lituanos hicieron una siguiente incursión rodearon a nuestros milicianos cerca de uno de los pueblecitos. Por la noche los milicianos fueron de reconocimiento llamándose con los sonidos del cuco. Eso dio el nombre al pueblecito - Kuk. Después, por el sendero revelado por el equipo de exploración los milicianos se arrastraron en una nueva posición (donde luego surgió el pueblo Úpolzi), derrotaron al enemigo (Výbiti) y después banquetearon en honor de la victoria.

## Curiosidades
En el pueblo está ubicada la hacienda de los príncipes Vasilchikov que le pertenecía hasta La Revolución de Octubre. Durante el periodo soviético llegó a ser la finca general de uno de los más viejos sovjoses del país, el de V.I. Lenin. En el marzo de 1920 la hacienda "Výbiti" fue declarada por monumento de vida cotidiana, aquí mismo fue fundado uno de los tres museos de vida cotidiana en la Región de Novgorod. En 1975 la hacienda fue declarada por monumento de arquitectura de los siglos XVIII-XIX y le fue brindada la protección del Estado. Cerca de la hacienda hay un parque de área total de 60 hectáreas que dispone de varios especies valiosos de árboles. Es un monumento del siglo XVIII que anteriormente también pertenecía a los príncipes Vasilchikov.

## Vybiti durante el período soviético
En 1918 fue creado el sovjós "Vybiti". En 1924, después de la muerte de V.I. Lenin los funcionarios del sovjós en la reunión fúnebre decidieron fabricar una corona para enviarla con una delegación a los funerales del jefe. En el más breve plazo la corona fue fabricada con hojas de palma, ramos de laurel y otras plantas, conseguidas en el invernadero del sovjós, por el jardinero Vasiliy Ivanovich Yurkuns. A la corona fue sujetada una hoja con palabras de luto donde escribieron palabras de dolor. No se sabe quién llevó la corona en Moscú, pero su foto fue guardada y en los años 1968 y 1977 fue publicada en el periódico de distrito.

## Vybiti hoy
Hoy en día la finca de los Vasiltchikov está arruinada. El parque está ensuciado, todo cubierto de huellas de neumáticos, pero su apariencia verde da esperanzas. En la aldea funciona un centro cultural con una biblioteca, hay una escuela, ambulatorio y algunas tiendas.